# Gunnar Bengtsson (generaldirektör)
Gunnar Bengtsson, född 18 mars 1941 i Lysekil, är en svensk docent och internationell miljökonsult med specialkompetens inom strålning och skadliga kemikalier. Han har tidigare varit generaldirektör för Statens strålskyddsinstitut (SSI) från 1982 till 1996 och för Kemikalieinspektionen (KemI) 1995 till 2001. I den förra befattningen fick han framträda dagligen i massmedia i samband med Tjernobylolyckan.

## Tjernobylolyckan
Som generaldirektör för SSI fick Gunnar Bengtsson en samordnande roll för de många myndigheter som hade beröring till beslut och informationsuppgifter i samband med olyckan och han kom att personifiera mycket av det som gjordes. SSI:s beredskapsorganisation inrättade en informationscentral i Haga gamla tingshus där återkommande presskonferenser hölls. Det var från början inte helt klart vilket mandat SSI hade i frågan men Gunnar Bengtsson och SSI tog initiativet, något som senare berömdes av Statens haverikommissions generaldirektör Göran Steen.
De kommande veckorna framträdde Gunnar Bengtsson dagligen i Sveriges radio, TV och på presskonferenserna. Hans uttalanden redovisades klart och utan att bemöta motbilder från oberoende organisationer och andra personer som fick uttala sig i media. Det största informationsproblemet var dock det så kallade persiljesyndromet, det vill säga att få människor att förstå att något kan vara i stort sett ofarligt för den enskilde men restriktioner kan ändå behöva utfärdas för att skydda en hel befolkning. Att Gunnar Bengtsson fanns som frontfigur vid alla presskonferenser och intervjuer gjorde dock att informationen upplevdes som enhetlig och från en sakkunnig person. Hans upprepade lugnande besked gav honom epitetet Lugnaren. Till följd av sin klädsel blev han också omtalad som Koftan.

## Andra uppdrag
Under tiden som generaldirektör för KemI blev Gunnar Bengtsson ordförande i Toxikologiska rådets styrelse och fick arrangera ett antal seminarier, bland annat om lärdomarna efter Hallandsåsprojektet. Ett annat uppdrag var Expertgruppen för Miljöorganisationernas kärnavfallsgranskning (MKG). Han är också medlem i Riskkollegiet.  Han är (2012) vetenskaplig rådgivare åt en producent av antiodörmedel för friluftskläder baserat på silversalt.